# Ejército Japonés de Manchuria
El Ejército Japonés de Manchuria fue un grupo de ejércitos formado entre 1904 y 1905 durante la Guerra ruso-japonesa, como una estructura de mando temporal para coordinar los esfuerzos de varios ejércitos japoneses en la campaña contra la Rusia imperial.

## Historia

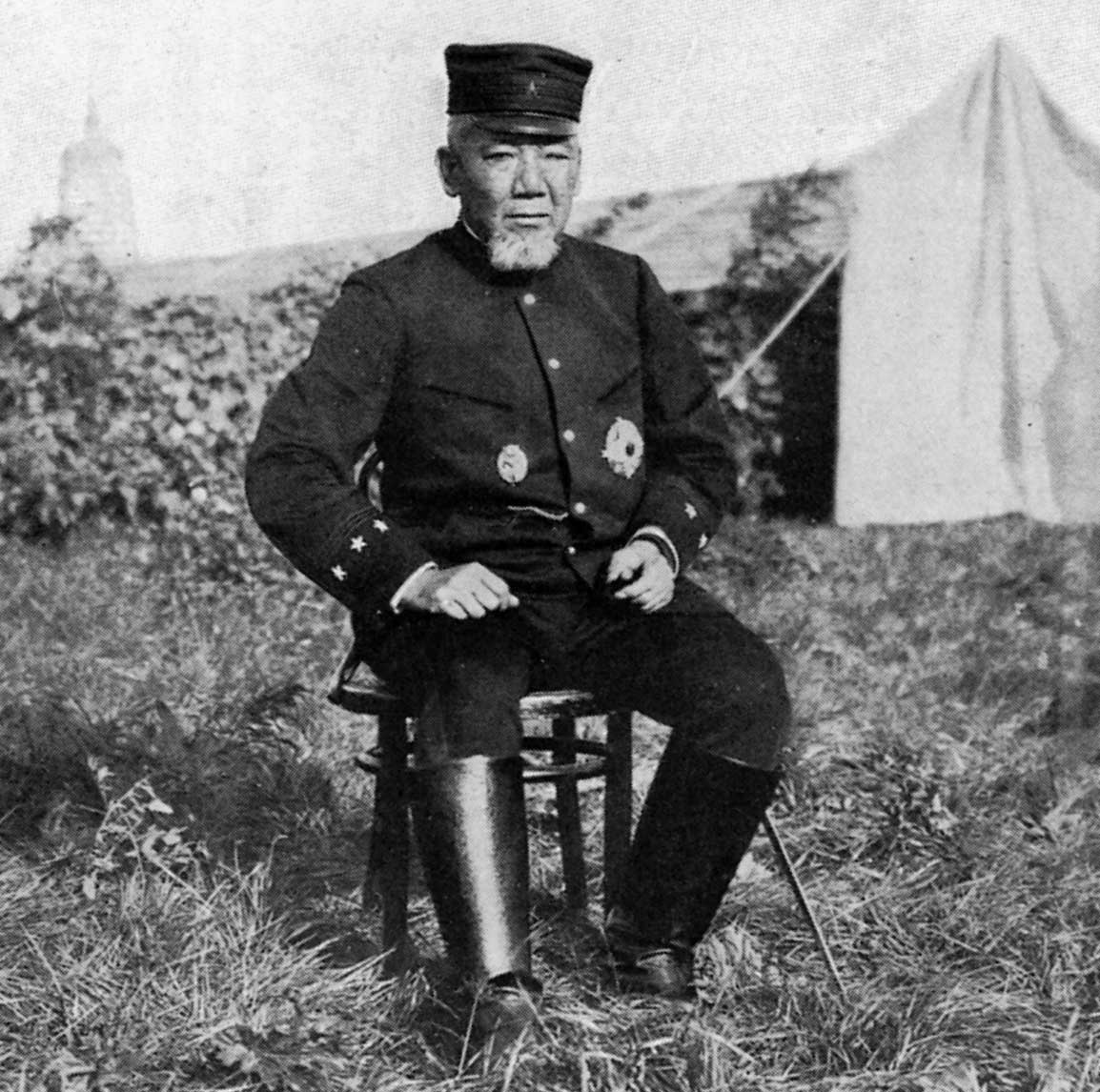
El Mariscal de campo Ōyama, comandante del Ejército Japonés de Manchuria.

El Ejército Japonés de Manchuria se estableció como un mando general local en junio de 1904 durante la Guerra ruso-japonesa. Fue establecido tres meses después del comienzo de la guerra, debido a la necesidad de tener una estructura de mando local más cercana a los ejércitos, después de que el teatro operativo se hubiera movido tierra adentro.
El mariscal de campo Ōyama Iwao se convirtió en el Comandante Supremo y el General Kodama Gentarō Jefe de Estado Mayor del Ejército. El personal también incluyó a:
- Yasumasa Fukushima, a cargo de la inteligencia.
- Tanaka Giichi, ayudante del general Kodama Gentarō.[2]

## Composición del Grupo de ejércitos
- Primer Ejército (Kuroki Tamemoto)
- Segundo Ejército (Yasukata Oku)
- Tercer Ejército (Nogi Maresuke)
- Cuarto Ejército (Nozu Michitsura)
- Ejército del río Yalu (Kageaki Kawamura)

- Fuerza Defensiva de Ryodong (Nishi Kanjirō)